# Lars Bender
Lars Bender (Rosenheim, NSZK, 1989. április 27. –) német labdarúgó, az 1860 München és a Bayer Leverkusen korábbi védekező középpályása / hátvédje, öt éven keresztül a Leverkusen csapatkapitánya. Ikertestvére Sven Bender szintén labdarúgó, akivel 2017 és 2021 között csapattársak voltak a Leverkusenben.

Többszörös német válogatott, a 2012-es Európa bajnokságon, valamint a 2016-os Riói Olimpián ezüstérmet szerzett a német válogatottal.

## Klub karrierje
Bender Rosenheim-ben született, Bajorországban. 2006-ban került fel a TSV 1860 München nagy csapatához, ahol megnyerte a Fritz Walter-trófeát, az akkoriban a Borussia Mönchengladbachban játszó Marko Marin és testvére, Sven Bender előtt. 2009. augusztus 8-án hároméves szerződést írt alá a Bayer Leverkusen együttesével. Első gólját az Eintracht Frankfurt ellen szerezte meg. A 2010–2011-es szezonban Michael Ballack-ot kapta riválisnak. Bender jobb formában volt, így rendszeresen játék lehetőséghez jutott. 2011-ben a VfL Wolfsburg ellen 3-0-ra megnyert mérkőzésen, 20 méteres alacsony bomba lövést eresztett a kapuba.

## Válogatott
Ő is tagja volt annak az U19-es válogatottnak, akik megnyerték a 2008-as U19-es labdarúgó-Európa-bajnokságot. 2011 szeptemberében debütált a Lengyel labdarúgó-válogatott ellen a felnőtt válogatottban. A leverkuseni csapattársát, Simon Rolfes-t váltotta a 2-2-es döntetlenre végződő mérkőzésen. A 2012-es labdarúgó-Európa-bajnokságra utazó 23 fős német keretbe nevezte őt Joachim Löw. A Portugál labdarúgó-válogatott és a Holland labdarúgó-válogatott ellen csereként lépett pályára. A Dán labdarúgó-válogatott ellen kezdőként lépett pályára, mivel ő helyettesítette az eltiltott Jérôme Boatenget. A mérkőzésen megszerezte első válogatott gólját.

### Válogatott góljai
| #  | Dátum               | Helyszín                                          | Ellenfél | Gól | Eredmény | Kiírás                             |
| -- | ------------------- | ------------------------------------------------- | -------- | --- | -------- | ---------------------------------- |
| 1. | 2012. június 17.    | Aréna Lviv, Lviv, Ukrajna                         | Dánia    | 2–1 | 2–1      | 2012-es labdarúgó-Európa-bajnokság |
| 2. | 2013. május 29.     | FAU Football Stadium, Florida, USA                | Ecuador  | 2–0 | 4–2      | Barátságos                         |
| 3. | 2013. május 29.     | FAU Football Stadium, Florida, USA                | Ecuador  | 4–0 | 4–2      | Barátságos                         |
| 4. | 2013. augusztus 14. | Fritz Walter Stadion, Kaiserslautern, Németország | Paraguay | 3–3 | 3–3      | Barátságos                         |

## Statisztika
| Klub teljesítménye | Klub teljesítménye | Klub teljesítménye | Bajnokság | Bajnokság | Kupa     | Kupa  | Nemzetközi | Nemzetközi | Összesen | Összesen |
| Szezon             | Klub               | Bajnokság          | Mérkőzés  | Gólok     | Mérkőzés | Gólok | Mérkőzés   | Gólok      | Mérkőzés | Gólok    |
| ------------------ | ------------------ | ------------------ | --------- | --------- | -------- | ----- | ---------- | ---------- | -------- | -------- |
| 2006–07            | 1860 München       | Bundesliga 2       | 13        | 0         | 0        | 0     | —          | —          | 13       | 0        |
| 2007–08            | 1860 München       | Bundesliga 2       | 28        | 1         | 3        | 0     | —          | —          | 31       | 1        |
| 2008–09            | 1860 München       | Bundesliga 2       | 15        | 3         | 2        | 0     | —          | —          | 17       | 3        |
| 2009–10            | 1860 München       | Bundesliga 2       | 2         | 0         | 1        | 0     | —          | —          | 3        | 0        |
| Összesen           | Összesen           | Összesen           | 58        | 4         | 6        | 0     | —          | —          | 64       | 4        |
| 2009–10            | Bayer Leverkusen   | Bundesliga         | 20        | 1         | 1        | 0     | —          | —          | 21       | 1        |
| 2010–11            | Bayer Leverkusen   | Bundesliga         | 27        | 3         | 2        | 0     | 12         | 0          | 41       | 3        |
| 2011–12            | Bayer Leverkusen   | Bundesliga         | 28        | 4         | 1        | 0     | 8          | 1          | 37       | 5        |
| 2012–13            | Bayer Leverkusen   | Bundesliga         | 33        | 3         | 3        | 0     | 3          | 0          | 39       | 3        |
| 2013–14            | Bayer Leverkusen   | Bundesliga         | 29        | 3         | 4        | 1     | 6          | 0          | 39       | 4        |
| 2014–15            | Bayer Leverkusen   | Bundesliga         | 26        | 1         | 2        | 0     | 7          | 0          | 35       | 1        |
| 2015–16            | Bayer Leverkusen   | Bundesliga         | 11        | 1         | 1        | 0     | 4          | 0          | 16       | 0        |
| 2016–17            | Bayer Leverkusen   | Bundesliga         | 9         | 0         | 0        | 0     | 3          | 0          | 12       | 0        |
| 2017–18            | Bayer Leverkusen   | Bundesliga         | 21        | 2         | 3        | 1     | 0          | 0          | 24       | 3        |
| 2018–19            | Bayer Leverkusen   | Bundesliga         | 20        | 1         | 2        | 0     | 5          | 0          | 27       | 1        |
| 2019–20            | Bayer Leverkusen   | Bundesliga         | 18        | 2         | 2        | 0     | 8          | 0          | 28       | 2        |
| 2020–21            | Bayer Leverkusen   | Bundesliga         | 14        | 1         | 2        | 1     | 4          | 0          | 20       | 2        |
| Összesen           | Összesen           | Összesen           | 256       | 22        | 24       | 4     | 62         | 1          | 342      | 27       |
| Karrier összesen   | Karrier összesen   | Karrier összesen   | 314       | 26        | 30       | 4     | 62         | 1          | 406      | 31       |

1. ↑  Includes DFB-Pokal and Német labdarúgó-szuperkupa
2. ↑  Includes UEFA-bajnokok ligája and Európa-liga

## Sikerei, díjai

### Válogatott
- U19-es labdarúgó-Európa-bajnokság: Aranyérmes, 2008
- Labdarúgó-Európa-bajnokság: Bronzérmes, 2012
- Olimpiai játékok: Ezüstérmes, 2016

### Egyéni
- 2006 Fritz Walter aranyérem (U17)